# Det händer nu
Det händer nu är en psalm vars text är skriven av Kirsten Tange Jörgensen och översatt till svenska av Gerd Román och Eva Åkerberg. Musiken är skriven av Hans Kennemark.
Musikarrangemanget i Psalmer i 2000-talets koralbok är gjort av Gunilla Tornving.

## Publicerad som
- Nr 829 i Psalmer i 2000-talet under rubriken "Människosyn, människan i Guds hand".